# Gábor svéd királyi herceg
Gábor (Danderyd, Svédország, 2017. augusztus 31. –) svéd királyi herceg, Dalarna hercege, XVI. Károly Gusztáv svéd király negyedik unokája.

## Élete
2017. augusztus 31-én, Danderydben született, Károly Fülöp svéd királyi herceg és Zsófia Hellqvist második fiaként és gyermekeként. Nagyapja a király, XVI. Károly Gusztáv szeptember 4-én megadta neki a Dalarna hercege címet. December 1-én keresztelték meg a herceget a Drottningholm kastélyában. 

## Megnevezései és kitüntetései

### Megnevezései
2017-napjainkig: Gábor svéd királyi herceg, Dalarna hercege

### Kitüntetései
Svédország: a királyfiai királyi rend lovagja
Svédország: XIII. Károly rendjének lovagja 